# Jeremy Slate
Jeremy Slate (* 17. Februar 1926 in Atlantic City, New Jersey; † 19. November 2006 in Los Angeles, Kalifornien) war ein US-amerikanischer Schauspieler sowie gelegentlicher Drehbuchautor und Songwriter.

## Leben und Karriere
Jeremy Slate trat seit Ende der 1950er-Jahre in zunächst kleineren Film- und Fernsehrollen auf. Bekannt wurde er durch die Fernsehserie The Aquanauts, in welcher er zwischen 1960 und 1961 den kalifornischen Taucher Larry Lahr verkörperte. In der ersten Phase seiner Karriere pflegte der blonde Schauspieler das Image des sonnengebräunten Playboys, beispielsweise auch an der Seite von Elvis Presley in Café Europa (1960) und Girls! Girls! Girls! (1962). Mit Verlauf der Dekade übernahm Slate aber auch substanzielle Charakterrollen und spielte nun häufiger „harte Kerle“ oder unsympathische Schurken. Jeweils unter Regie von Henry Hathaway und an der Seite von John Wayne verkörperte er einen Hilfssheriff in Die vier Söhne der Katie Elder (1965) und einen Banditen in Der Marshal (1969). Beim Kultfilm Hell’s Angels ’70 über eine Gruppe von Motorradfahrer beteiligte sich Slate im Jahr 1969 nicht nur als einer der Hauptdarsteller, sondern auch als Co-Drehbuchautor.
In den 1970er-Jahren ließen die Schauspielangebote für Jeremy Slate deutlich nach, er spielte nun vorwiegend in Fernsehproduktionen. Er fand allerdings wieder regelmäßige Beschäftigung, als er zwischen 1979 und 1987 eine feste Rolle als Chuck Wilson in der Seifenoper Liebe, Lüge, Leidenschaft übernahm. Seine letzte Kinorolle spielte er 1992 als Geistlicher in der Stephen-King-Verfilmung Der Rasenmähermann. Zuletzt stand er in seinem Todesjahr für eine Gastrolle in der Sitcom My Name Is Earl vor der Kamera. Gelegentlich betätigte sich Slate neben der Schauspielerei auch als Songwriter, unter anderem für Countrysongs von Tex Ritter und Glen Campbell.
Von 1948 bis 1966 war er mit Beverly Van Wert, von 1966 bis 1967 mit der Schauspielerin Tammy Grimes verheiratet. Beide Ehen endeten in Scheidung. In den 1970er-Jahren führte er eine offene Beziehung mit der Feministin und Archäologin Sally Binford (1924–1994), diese Beziehung findet auch in Gay Taleses 1980 erschienenem Bestseller Thy Neighbor’s Wife über die Sexuelle Revolution in den USA Erwähnung. Jeremy Slate starb im November 2006 im Alter von 80 Jahren an den Folgen einer Krebsoperation. Er wurde von seiner Lebensgefährtin Joan und vier Kindern überlebt.

## Filmografie (Auswahl)
- 1959: So etwas von Frau! (That Kind of Woman)
- 1959: Der unsichtbare Dritte (North by Northwest)
- 1959/1960: Menschen im Weltraum (Men Into Space, Fernsehserie, 2 Folgen)
- 1960: Der zweite Mann (The Deputy, Fernsehserie, Folge 1x19)
- 1960: Café Europa (G.I. Blues)
- 1960–1961: The Aquanauts (Fernsehserie, 13 Folgen)
- 1960/1962: Perry Mason (Fernsehserie, 2 Folgen)
- 1960/1962: Alfred Hitchcock präsentiert (Alfred Hitchcock Presents, Fernsehserie, 2 Folgen)
- 1960/1963: Die Unbestechlichen (The Untouchables, Fernsehserie, 2 Folgen)
- 1960–1974: Walt Disneys bunte Welt (Disneyland, Fernsehserie, 3 Folgen)
- 1961: Gnadenlose Stadt (Naked City, Fernsehserie, Folge 3x02)
- 1962: Route 66 (Fernsehserie, Folge 3x04)
- 1962: Girls! Girls! Girls!
- 1962: Preston & Preston (The Defenders, Fernsehserie, Folge 2x15)
- 1962–1965: Alfred Hitchcock zeigt (The Alfred Hitchcock Hour, Fernsehserie, 3 Folgen)
- 1962–1968: Bonanza (Fernsehserie, 3 Folgen)
- 1962–1971: Rauchende Colts (Gunsmoke, Fernsehserie, 9 Folgen)
- 1963: Ach Liebling … nicht hier! (Wives and Lovers)
- 1963: Das große Abenteuer (The Great Adventure, Fernsehserie, Folge 1x05)
- 1964: Solo für O.N.C.E.L. (The Man from U.N.C.L.E., Fernsehserie, Folge 1x11)
- 1964, 1966: Die Leute von der Shiloh Ranch (The Virginian, Fernsehserie, 2 Folgen)
- 1965: Verliebt in eine Hexe (Bewitched, Fernsehserie, Folge 1x21)
- 1965: Schweden – Nur der Liebe wegen (I’ll Take Sweden)
- 1965: Die vier Söhne der Katie Elder (The Sons of Katie Elder)
- 1965–1966: Wettlauf mit dem Tod (Run for Your Life, Fernsehserie, 3 Folgen)
- 1967: Flug der Entscheidung (Wings of Fire, Fernsehfilm)
- 1967: Tarzan (Fernsehserie, Folge 1x31)
- 1967: Engel der Hölle (The Born Losers)
- 1968: Die Teufelsbrigade (The Devil’s Brigade)
- 1968: Die Satans-Engel von Nevada (The Mini-Skirt Mob)
- 1968: Die Gierigen (The Hooked Generation)
- 1969: Die wilden Schläger von Rockers Town (Hell’s Belles)
- 1969: Der Marshal (True Grit)
- 1969: Hell’s Angels ’70
- 1971: Kobra, übernehmen Sie (Mission: Impossible, Fernsehserie, Folge 6x08)
- 1971: Mord in San Francisco (Crosscurrent, Fernsehfilm)
- 1971: Mannix (Fernsehserie, Folge 5x14 Ein Visum für den Himmel)
- 1971: Ohne Furcht und Sattel (Bearcats!, Fernsehserie, Folge 1x13)
- 1974: Der Magier (The Magician, Fernsehserie, Folge 1x18)
- 1974: Der Rasiermesserkiller (The Centerfold Girls)
- 1974: Petrocelli (Fernsehserie, Folge 1x02)
- 1974: California Cops – Neu im Einsatz (The Rookies, Fernsehserie, Folge 3x03)
- 1975: Abenteuer im Weltraum (Stowaway to the Moon, Fernsehfilm)
- 1978: Night Kill - Eine tödliche Bedrohung (Stranger in Our House, Fernsehfilm)
- 1979: Mr. Horn – Sein Weg zum Galgen (Mr. Horn, Miniserie)
- 1979: Wonder Woman (Fernsehserie, Folge 3x17)
- 1979–1987: Liebe, Lüge, Leidenschaft (One Life to Live, Fernseh-Seifenoper)
- 1986: Der Mann vom anderen Stern (Starman, Fernsehserie, Folge 1x02)
- 1988: Das Flüstern des Todes (A Whisper Kills, Fernsehfilm)
- 1989: Dead Pit (The Dead Pit)
- 1989: Ananas und blaue Bohnen (Trenchcoat in Paradise, Fernsehfilm)
- 1989: Geheimnisvolle Marilyn (Goodnight, Sweet Marilyn)
- 1990: Gib ihn mir wieder (Stolen: One Husband, Fernsehfilm)
- 1992: Der Rasenmähermann (The Lawnmower Man)
- 2006: My Name Is Earl (Fernsehserie, Folge 1x11 Problemkinder jung und alt)